# Europejska Federacja Ormiańska na rzecz Sprawiedliwości i Demokracji
Europejska Federacja Ormiańska na rzecz Sprawiedliwości i Demokracji (ang. European Armenian Federation for Justice and Democracy, EAFJD; orm. ՀՅԴ Եւրոպայի Հայ Դատի Յանձնախումբ) – organizacja powołana do życia w 2000 roku reprezentująca obywateli Europy pochodzenia ormiańskiego. Reprezentant kwestii ormiańskich w Unii Europejskiej i organizacjach międzynarodowych, takich jak Rada Europy i OBWE.

## Opis
Europejska Federacja Ormiańska na rzecz Sprawiedliwości i Demokracji powstała w 2000 roku w Paryżu. Od 2002 roku siedzibą organizacji jest Bruksela. Jest europejskim oddziałem Centralnej Rady ds. Spraw Armeńskich, z siedzibą w Erywaniu w Armenii. Reprezentuje obywateli Europy pochodzenia ormiańskiego w Unii Europejskiej i organizacjach międzynarodowych, takich jak Rada Europy i OBWE. EAFJD organizuje także szereg wydarzeń podnoszących świadomość społeczności europejskiej, w tym konferencje z udziałem wybitnych międzynarodowych naukowców, dyskusje, wystawy fotograficzne itp.
EAFJD działa na rzecz zapewnienia pomocy Unii Europejskiej dla Republiki Armenii, a także wspiera ormiańskie delegacje parlamentarne w ich jednostronnych i wielostronnych działaniach w krajach i organizacjach europejskich, w szczególności w Zgromadzeniu Parlamentarnym EuroNest, Komisji Współpracy Parlamentarnej i Zgromadzeniu Parlamentarnym Rady Europy (PACE).
EAFJD koordynuje działania komitetów obrony sprawy armeńskiej w Europie – Armenian National Committee (ANC) – obecnie w 14 państwach europejskich: Austrii, Belgii, Bułgarii, Cyprze, Czechach, Francji, Niemczech, Grecji, Holandii, Polsce, Rumunii, Szwecji, Wielkiej Brytanii i Hiszpanii. W 2014 roku, w Warszawie, z inicjatywy Federacji został utworzony Ormiański Komitet Narodowy Polski – Haj Tad (Armenian National Committee of Poland, ANC Polska).

## Działalność EAFJD
Główne obszary działalności Europejskiej Federacji Armeńskiej:
- EAFJD opowiada się za uznaniem ludobójstwa Ormian i jego potępieniem przez Turcję i parlamenty europejskie.
- Ochrona podstawowych praw ludności Górskiego Karabachu i eliminacja narzuconej izolacji, koordynacja międzynarodowych misji obserwacyjnych w procesach wyborczych w Republika Arcach.
- Wzmocnienie i pogłębienie stosunków Armenia–Unia Europejska.
- Ochrona praw Ormian Bliskiego Wschodu
- Ochrona praw ludności ormiańskiej w regionie Samcche-Dżawachetia – regionie zamieszkanym przez Ormian w południowo-zachodniej części dzisiejszej Republiki Gruzji.

W 2018 roku zainicjowany został „Vahan Hovhannisyan Educational Work Program”, w ramach którego młodzież ormiańska ma możliwość zdobycia praktycznych umiejętności i wiedzy w Europejskiej Federacji Armeńskiej oraz zapoznania się ze strukturami UE, a zwłaszcza codziennymi działaniami Parlamentu Europejskiego.

## Uznanie ludobójstwa Ormian
Od czasu swojego powstania FEAJD walczy o uznanie i potępienie ludobójstwa Ormian przez parlamenty krajów europejskich, a także Parlament Europejski. Federacja przyczyniła się do przyjęcia rezolucji w setną rocznicę ludobójstwa, 15 kwietnia 2015 r. przez Parlament Europejski, która potwierdza uznanie ludobójstwa na Ormianach w 1987 roku i domaga się, aby Turcja zrobiła to samo. Rezolucja wzywa również rządy i parlamenty europejskie do oddania hołdu ofiarom i uznania ludobójstwa na Armenii.